# Bratislav Gašić
Bratislav Gašić (in cirillico: Братислав Гашић?; Kruševac, 30 giugno 1967) è un politico serbo, dal 2 maggio 2024 Ministro della difesa.
Membro del Partito progressista serbo (SNS), è stato ministro degli affari interni dal 2022 al 2024, ministro della difesa dal 2014 al 2016. 
È stato direttore della Bezbednosno-informativna agencija (BIA) dal 2017 al 2022.

## Biografia
Bratislav Gašić è nato il 30 giugno 1967 a Kruševac, nella Serbia centrale.

### Istruzione e carriera privata
Si diplomò nella sua città natale presso la scuola elementare "Jovan Jovanović Zmaj", e conseguì successivamente il diploma di tecnico edile presso l'istituto scolastico che allora si chiamava Centro educativo "Bosa Cvetić". Si è laureato presso la Facoltà di Economia dell'Università di Niš.
Tra il 1985 e il 1986 prestò servizio militare nell'esercito nazionale jugoslavo come autista nel campo dell'ingegneria a Bela Crkva e Bačka Topola.
Dal 1989 impegnato nell'imprenditoria privata, è proprietario e direttore della società "Saco". Durante gli anni '90 ha lavorato nell'industria del caffè, principalmente nell'export-import. Ha vissuto e lavorato in Grecia per diversi anni ed è stato anche comproprietario dell'azienda serba produttrice di caffè "Grand Café" nel marzo 2013. Nel 2010 è stato nominato presidente del consiglio di amministrazione dell'impresa pubblica fornitrice di gas naturale "Srbijagas", con sede a Novi Sad.
Durante gli anni 2000, ha gestito diversi club sportivi nella sua città natale di Kruševac, squadre di pallavolo e calcio.

### Carriera politica
Gašić è uno dei politici che nel 2008 fondò il SNS, ovvero il Partito Progressista Serbo. 
In seguito alle elezioni parlamentari serbe del 2012, quando il Partito progressista serbo prese il potere, fu nominato vicepresidente del partito. Successivamente fu nominato presidente del consiglio esecutivo di Srbijagas nel marzo 2013. Da giugno 2012 ad aprile 2014 fu sindaco di Kruševac. Fu eletto ministro della Difesa della Serbia il 27 aprile 2014 in seguito alle elezioni parlamentari serbe del 2014, come membro del governo Vučić.
Il 5 febbraio 2016, a seguito di osservazioni sessiste nei confronti della giornalista della TV B92 Zlatija Labović fatte il 6 dicembre 2015, venne dal sollevato dall'incarico a seguito della pressione dell'opinione pubblica.
Gašić venne nominato Ministro degli Affari Interni pochi anni dopo, quando nel 2022, a causa di una crisi di governo, vennero proclamate delle elezioni anticipate. Le elezioni portarono alla riconferma del capo di governo uscente, Ana Brnabić, generando così la creazione del governo Brnabić III, insediatosi il 26 ottobre dello stesso anno.
In seguito alle dimissioni della Brnabić e alla caduta del suo omonimo terzo governo, Bratislav Gašić è stato nominato, dal premier Miloš Vučević, ministro della Difesa, carica che ricopre dal 2 maggio 2024.

### Direttore della Bezbednosno Informativna Agencija
Il 23 maggio 2017 venne nominato direttore della Bezbednosno Informativna Agencija (BIA), l'agenzia dei servizi segreti serbi. In seguito alla sua nomina, sospese tutte sue le attività nel partito.
Nell’agosto dello stesso anno arrivò al parlamento serbo per l’adozione di un emendamento alla legge sull’Agenzia per la sicurezza e l’informazione, che rafforzava i poteri del direttore dell’agenzia. Questa mossa venne condannata da diversi funzionari tra cui il commissario per l'informazione di importanza pubblica Rodoljub Šabić e l'ex co-ministro degli affari interni della Serbia Božo Prelević. Entrambi dichiararono che questi emendamenti erano incostituzionali ed erano stati proposti per creare così una piattaforma per l'"agenzia di intelligence del partito" (Partito Progressista Serbo), rivolta contro l'opposizione e i "traditori interni" che non sono d'accordo con il regime al potere.

### Vita privata
È sposato con Irena, con la quale ha avuto tre figli: Vladan, Milan (ex calciatore) e Nikola.
Oltre al serbo, parla fluentemente l'inglese e il greco.
Il suo soprannome è Bata Santos, datogli a causa del suo business con il caffè.